# Titularbistum Árd Mór
Árd Mór (neu-ir.: Ard Mór, engl.: Ardmore, lat. Dioecesis Ardmorensis) ist ein Titularbistum der römisch-katholischen Kirche.
Es geht zurück auf einen untergegangenen Bischofssitz, der in der irischen Provinz Munster lag und der Kirchenprovinz Cashel zugeordnet war.
| Titularbischöfe von Árd Mór |                          |                                  |                   |              |
| Nr.                         | Name                     | Amt                              | von               | bis          |
| 1                           | James Holmes-Siedle MAfr | Altbischof von Kigoma (Tansania) | 15. Dezember 1969 | 22. Mai 1995 |
| 2                           | Raymond W. Field         | Weihbischof in Dublin (Irland)   | 28. Mai 1997      |              |